# Colt Modell 1903 Hammerless
Die Colt Modell 1903 Hammerless war eine leichte Selbstladepistole, die in den USA hergestellt wurde.

## Geschichte
Der Entwurf für die Waffe stammte von John Moses Browning. Nach seinen Patenten wurden Waffen sowohl in Amerika als auch in Europa gefertigt. Ursprünglich war vorgesehen, dass die schweren verriegelten Pistolen dem Unternehmen Colt vorbehalten blieben, während die leichten Modelle mit Masseverschluss für die belgische Fabrique Nationale d'Armes de Guerre (FN) bestimmt waren. Der überraschende Erfolg der FN Browning Modell 1903 änderte das, Colt ließ sich eine kleinere Taschenpistole auf jener Basis entwerfen.

## Technik und Einsatz
Die Pistole war für die schwache Patrone im Kaliber .32 ACP eingerichtet und für zivile Zwecke gedacht. Für das verdeckte Tragen waren die Konturen abgerundet, der Hahn war vollständig verdeckt. Die englische Bezeichnung der Waffe (Colt Pocket Hammerless) ist hierbei irreführend, ein Hahn war sehr wohl vorhanden. Der Name diente vor allem zur Unterscheidung zu einem anderen Modell von Colt aus demselben Jahr mit einem außenliegenden Hahn. Neben einem Sicherungshebel am Schlitten verfügte die Waffe über eine Griffsicherung. 1926 wurde zudem noch eine Magazinsicherung eingebaut. Aufgrund der regen Nachfrage wurde mit der Colt Modell 1908  im Kaliber .380 ACP eine leistungsstärkere Version herausgebracht. Die Produktionsdauer erstreckte sich über mehr als vier Jahrzehnte, wobei etwa 570.000 Stück hergestellt wurden. Während des Zweiten Weltkrieges wählte das amerikanische Militär diese Pistole als Selbstverteidigungswaffe für Offiziere im Generalsrang. In dieser Rolle verblieb sie bis ins Jahr 1972, als sie von der Pistole M 15 ersetzt wurde.
Während des Zweiten Weltkrieges erbeutete die Wehrmacht in Belgien einige Pistolen vom Typ Hammerless und führte sie unter der Bezeichnung Pistole 622 (b).